# Milionia biconfluens
Milionia biconfluens är en fjärilsart som beskrevs av Thierry-mieg 1897. Milionia biconfluens ingår i släktet Milionia och familjen mätare. Inga underarter finns listade i Catalogue of Life.